# Accusativisme
Accusativisme is een verschijnsel waarbij de oorspronkelijke accusatief de grondvorm wordt en de nominatief verdringt. In Romaanse talen als het Frans en het Italiaans zijn de huidige vormen van de zelfstandige naamwoorden bijvoorbeeld afgeleid van de Latijnse accusatief en niet van de nominatief.
In Vlaanderen begon een soortgelijke taalkundige ontwikkeling in de 15de eeuw. Tot ongeveer 1400 had het toenmalige Nederlands het onderwerp gewoon in de nominatief staan, en het lijdend voorwerp in de accusatief. Men sprak en schreef toen bijvoorbeeld
- 'De brief is schoon'. En: 'Hij vindt den brief.'

Nadien trad een scheiding op: in zuidelijke dialecten (Vlaanderen) won het accusativisme terrein.  Bij mannelijke substantieven (zelfstandige naamwoorden) die beginnen met een klinker, een niet uitgesproken h, of de medeklinkers b, d en t, wordt daardoor tegenwoordig de accusatieve lidwoordvorm gebruikt:
- 'Den brief is schoon'. En: 'Hij vindt den brief.'

De -en uitgang is de lijdende vorm (accusatief). In het Noorden is dat niet het geval, daar blijft het dus 
- 'De brief is mooi'. En: 'Hij vindt de brief.